# Fanny Loviot
Pour les articles homonymes, voir Loviot.
Fanny Loviot est une aventurière française, auteure en 1859 d'un unique livre, Les Pirates chinois, ma captivité dans les mers de Chine, relatant son émigration à San Francisco et son périple dans les mers de Chine où elle est faite prisonnière par des pirates chinois avant d'être libérée par un équipage anglais.

## Biographie
On ne connaît pas la date et le lieu de naissance de Fanny Loviot, ni sa vie avant qu'elle n'embarque avec sa sœur au Havre le 30 mai 1852 à bord de la goélette dunkerquoise Indépendance. Sur le registre des passagers, Fanny Loviot est inscrite comme lingère résidant boulevard Montmartre[réf. nécessaire],. Ce voyage est un des départs de la Loterie des lingots d'or qui envoie gratuitement en Californie principalement des indigents et révolutionnaires parisiens.
Fanny Loviot et sa sœur débarquent à San Francisco le 20 novembre 1852. Les deux sœurs restent dix-huit mois en Californie, puis Fanny décide d'accompagner une artiste à Jakarta. Faite prisonnière de pirates en mer de Chine, elle est finalement libérée par un équipage anglais et ramenée à Hong Kong. Elle retourne alors en France où elle arrive le 26 décembre 1854. « Deux jours après, le 26 décembre 1854, le Valetta jetait l'ancre dans la rade de Marseille, et le 30 j'étais à Paris. » écrit-elle.
Revenue en France, elle publie le récit de ses aventures qui est rapidement traduit en plusieurs langues en tant que rarissime témoignage de l'émigration européenne vers l'Eldorado, de surcroît écrit par une femme, alors que l'émigration des lingots d'or est quasi exclusivement masculine.
La suite de la vie de Fanny Loviot n'est pas connue.
En 2011, une BD Pour tout l'or du monde, dessinée par Alain Grand, scénarisée par Régis Hautière prend Fanny Loviot pour l'un des trois principaux protagonistes et utilise son personnage de manière fantaisiste.

## Œuvre
- Fanny Loviot, Les Pirates chinois : ma captivité dans les mers de la Chine (nouvelle édition revue et augmentée avec portrait de l'auteur), Paris, A. Bourdilliat, 1860. (ouvrage traduit en anglais sous le titre A lady's captivity among Chinese pirates in the Chinese seas[4].)